# ANiMiX
ANiMiX（アニミックス）は、2010年に日本のスタジオノワ（Studio NOIX）により開発された簡単な2Dアニメーションを制作するアプリケーションソフトウェア。
漫画原稿のベースを着彩・映像化し、簡単なセリフや効果音を加えたコミックムービー。一般的なアニメと比べ、動画化の効果は低いが、制作工程や製作予算が少なくて済むなどの利点があり、簡単なアニメーションの制作に使われる。
このアニメソフトの開発後に、ボーイズラブアニメを制作する会社・ANiMiXプロジェクトが成立し、ANiMiXを使って『YEBISUセレブリティーズ』、『ファインダーの標的』などのOVA作品が発表されている。